# Flyv så
Flyv så er det tiende studiealbum fra den danske sanger og satiriker Niels Hausgaard. Det blev udgivet i 2006 og var Haugaards første album i 15 år siden I fornuftens land fra 1991.
Hausgaard vandt prisen for "Årets danske sangskriver" for albummet ved Danish Music Awards Folk i 2007, og Flyv så blev nomineret til "Årets danske album" ved samme prisoverrækkelse, men måtte se sig slået af Instinkts album Grum.

## Spor
1. "Som Grise" - 2:45
2. "Kyklikyy" - 3:11
3. "Sommerflirt" - 3:25
4. "Blå Bog" - 3:03
5. "Egon" - 4:28
6. "Far" - 4:28
7. "Godt De Er Gift" - 2:49
8. "Habitter" - 3:25
9. "Gammel Lene" - 4:49
10. "Betty Mørch Hansen" - 3:26
11. "Che Guevara" - 3:31
12. "Min Brors Kæreste" - 2:36
13. "Jeg Trækker Det Tilbage" - 3:12
14. "Undskyld" - 4:46
15. "Bette Annie" - 4:11